# Landesregierung Lechner III
Die Landesregierung Lechner III bildet die  Salzburger Landesregierung in der 6. Gesetzgebungsperiode unter Landeshauptmann Hans Lechner von der Wahl der Landesregierung am 14. Mai 1969 bis zur Wahl der Nachfolgeregierung Lechner IV am 22. Mai 1974.
Nach der Landtagswahl 1969 hatten sich die Machtverhältnisse innerhalb der Landesregierung nicht verändert. Die Österreichische Volkspartei (ÖVP) stellte weiterhin den Landeshauptmann, den Zweiten Landeshauptmann-Stellvertreter und einen Landesrat, während die Sozialistische Partei Österreichs (SPÖ) neben dem Ersten Landeshauptmann-Stellvertreter zwei Landesräte in die Regierung entsandte. Auch die Freiheitliche Partei Österreichs (FPÖ) konnte ihren Landesrat halten. Personell kam es gegenüber der Vorgängerregierung Lechner II zu zwei Veränderungen. Statt der SPÖ-Landesräte Josef Kaut und Josef Weisskind gehörten nun Herbert Moritz und Hans Pexa der Landesregierung an. Während der Regierungsperiode schied der 2. Landeshauptmann-Stellvertreter Michael Haslinger (ÖVP) am 11. Juli 1973 aus der Regierung aus. Für ihn rückte Wilfried Haslauer in die Regierung nach.

## Regierungsmitglieder
| Amt                                                     | Name              | Partei | Ressorts |
| ------------------------------------------------------- | ----------------- | ------ | -------- |
| Landeshauptmann                                         | Hans Lechner      | ÖVP    |          |
| 1. Landeshauptmann-Stellvertreter                       | Karl Steinocher   | SPÖ    |          |
| 2. Landeshauptmann-Stellvertreter ab 11. Juli 1973      | Wilfried Haslauer | ÖVP    |          |
| Landesrat                                               | Walter Leitner    | FPÖ    |          |
| Landesrat                                               | Herbert Moritz    | SPÖ    |          |
| Landesrat                                               | Hans Pexa         | SPÖ    |          |
| Landesrat                                               | Rupert Wolfgruber | ÖVP    |          |
| Vorzeitig ausgeschiedene Mitglieder der Landesregierung |                   |        |          |
| 2. Landeshauptmann-Stellvertreter bis 11. Juli 1973     | Michael Haslinger | SPÖ    |          |